# Lichen simplex chronicus
Lichen simplex chronicus ist eine ortsständige, chronisch-entzündliche, plaqueförmige und lichinoide (knötchenartige) Hauterkrankung, die in Schüben verläuft und mit starkem Juckreiz einhergeht. Sie ist auch bekannt unter den Namen Neurodermitis cirumscripta, Lichen chronicus vidal oder Vidal-Krankheit.

## Symptome
Lichen simplex chronicus äußert sich durch einen ortsständigen starken Juckreiz, der auch durch Kratzen nicht gemildert werden kann. Es bilden sich hanfkorngroße, harte und rötlichbraune oder hautfarbene Papeln, die zu einer flächenhaften Hautverdickung (Lichenifikation) führen. Bevorzugt sind die Nackenregion, Streckseiten von Unterarmen und Unterschenkeln, Kreuzbeingegend und der Genitalbereich befallen. Psychische Belastungen oder Stress können zur Verschlechterung oder sogar zum erneuten Auftreten der Erkrankung führen. Lichen simplex chronicus verläuft in jedem Fall chronisch.

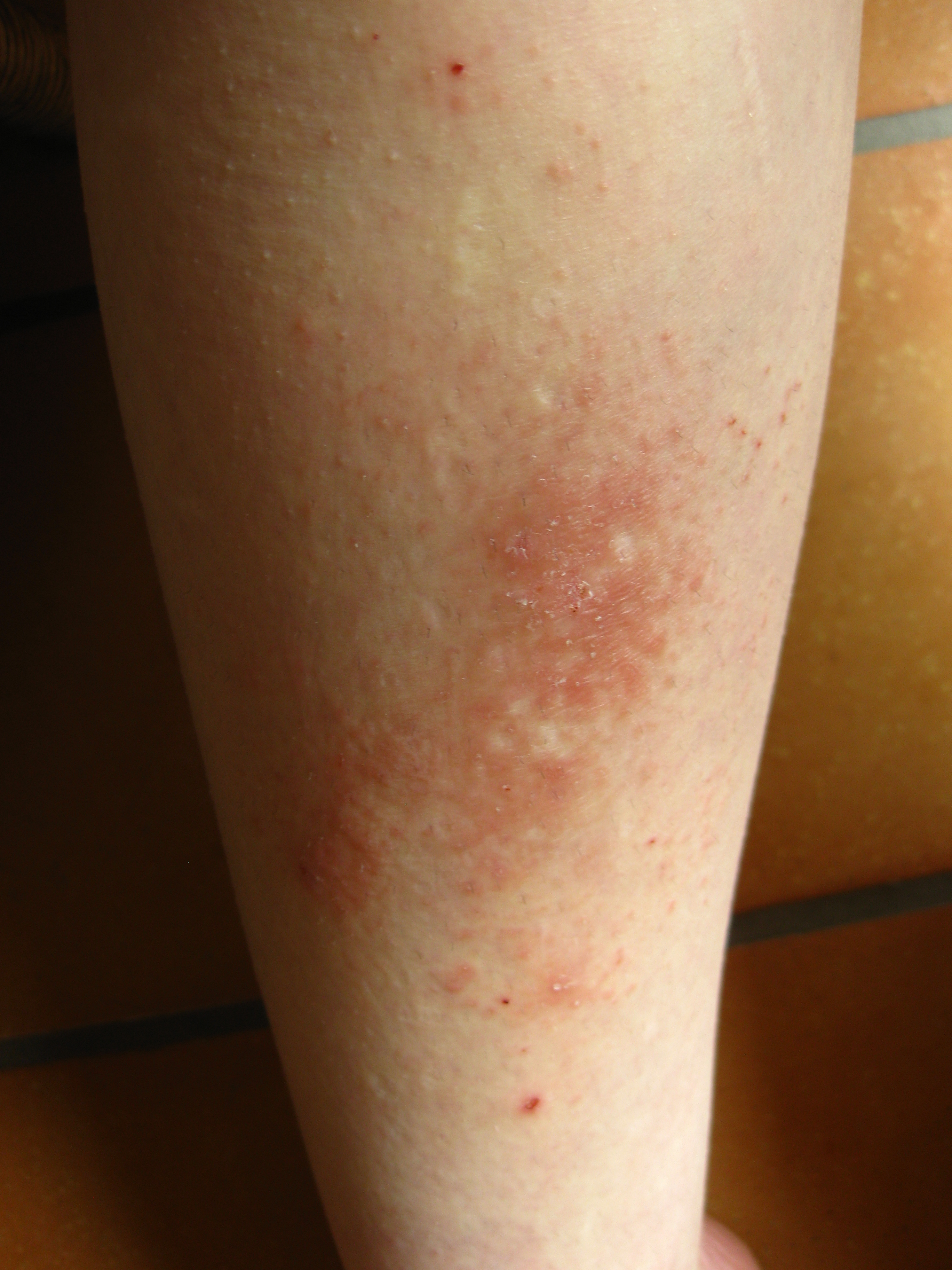
Rezidiv eines Lichen simplex chronicus am Schienbein
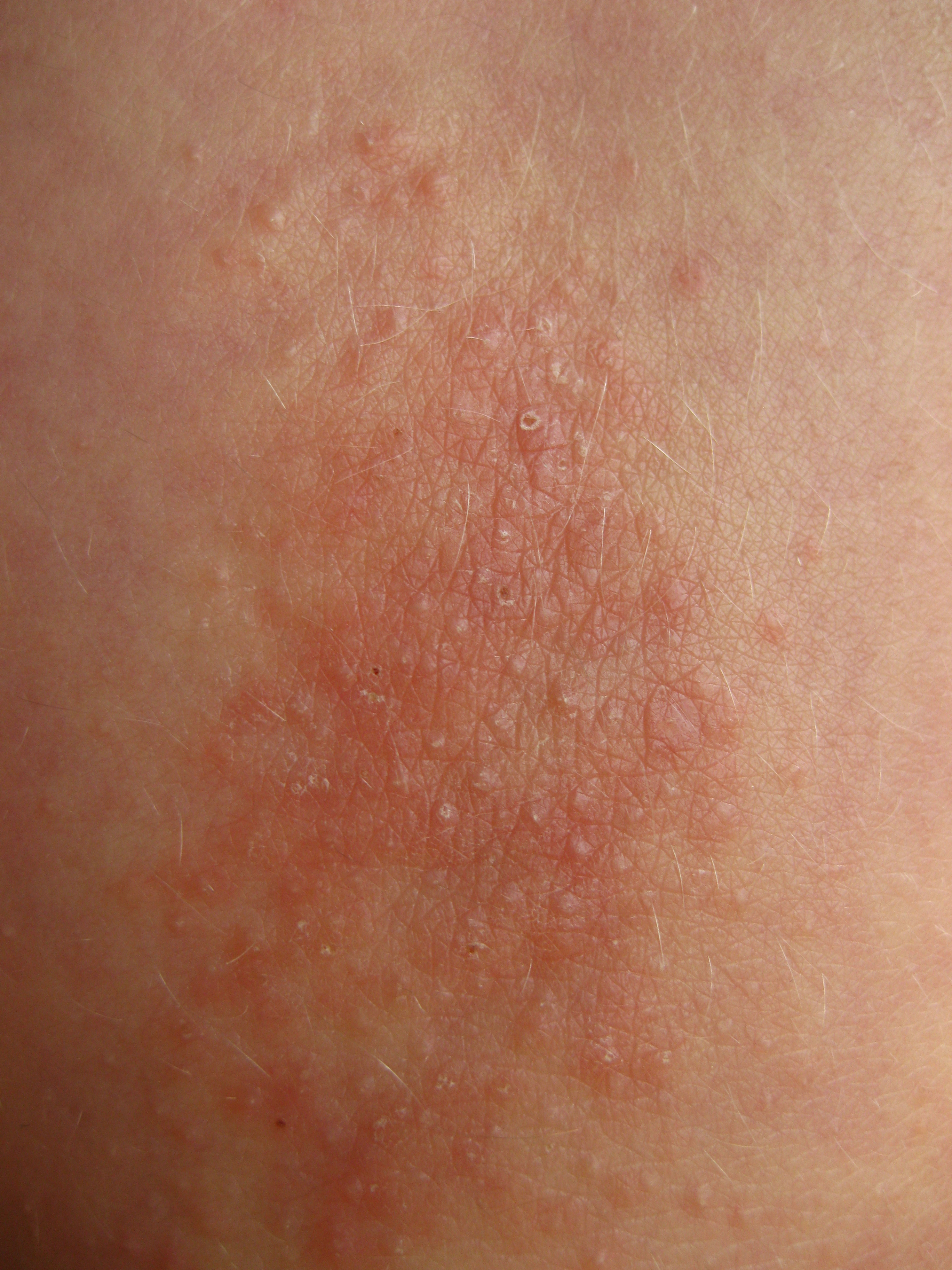
Lichen simplex chronicus am Unterarm
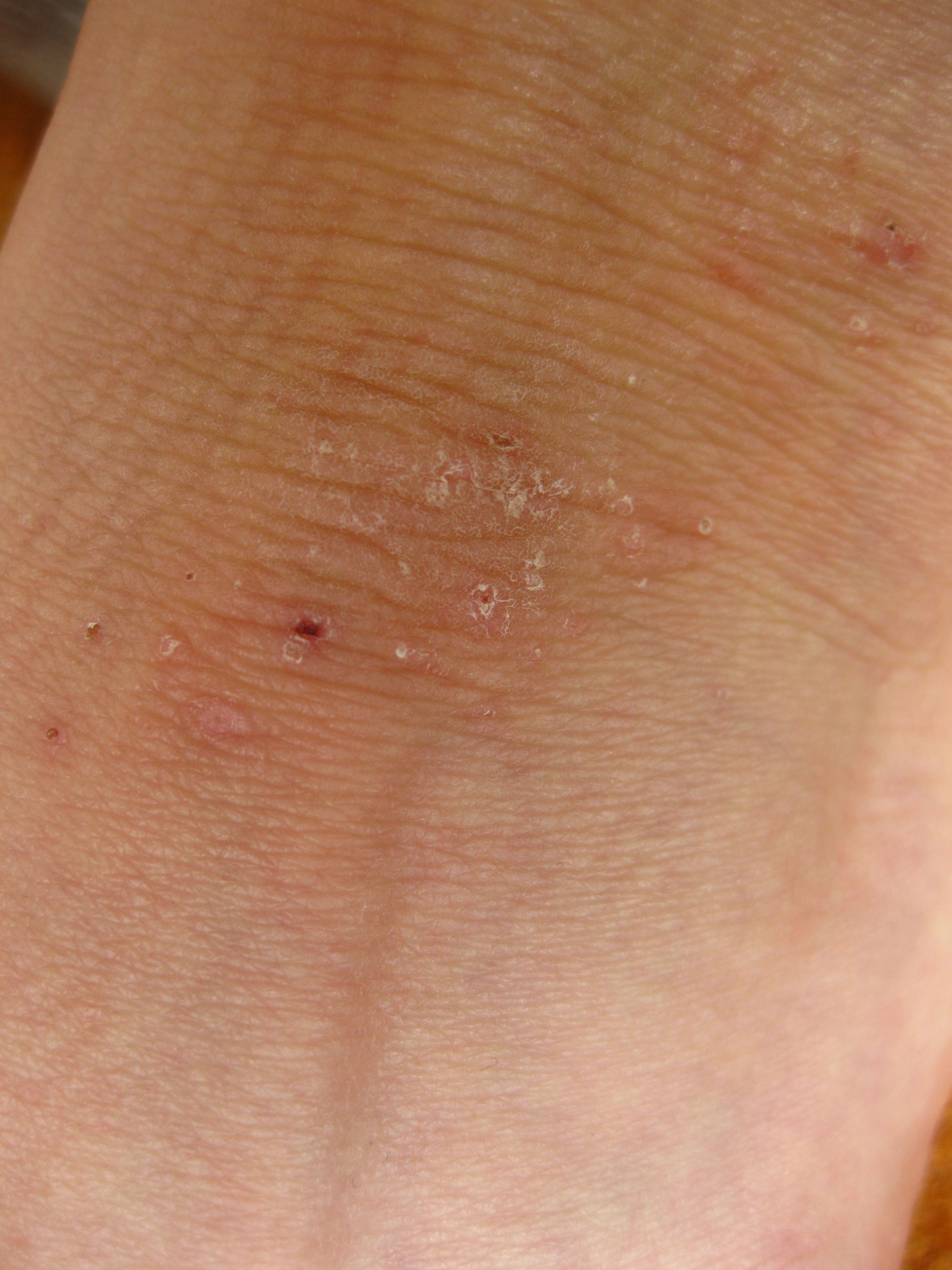
Lichen simplex chronicus am Knöchel

## Ursachen
Die Ursachen für Lichen simplex chronicus sind noch nicht geklärt. Diskutiert wird eine Minusvariante des atopischen Ekzems. Doch anscheinend kommen ebenso psychische Faktoren zum Tragen. Fakt ist, dass jegliche Reizung der Haut zur Verschlimmerung der Lichenherde führt. Dabei stellt das größte Problem das Kratzen dar. Es kommt zu einer Kettenreaktion. Der auftretende Juckreiz wird durch Kratzen zu stillen versucht, was dazu führt, dass der Juckreiz verstärkt wieder auftritt.

## Diagnose

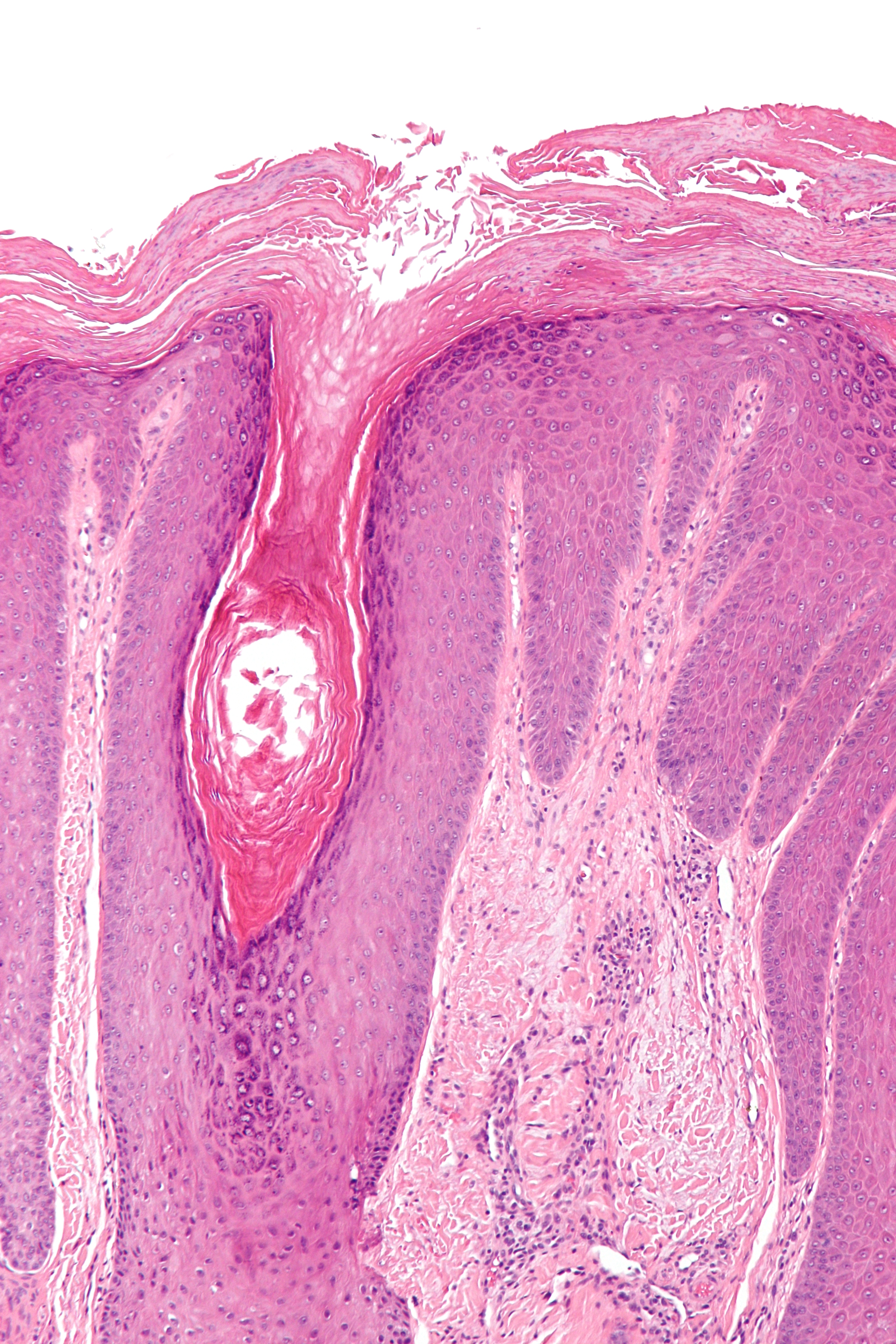
Histologischer Schnitt einer Hautbiopsie bei Lichen simplex chronicus

Die Diagnose erfolgt zum einen aus den Symptomen (Juckreiz, Lichenifikation und chronischer Verlauf), zum anderen aus der Histologie. Hierbei wird im Rahmen einer Biopsie eine Gewebeprobe aus dem veränderten Bereich entnommen und histologisch untersucht. Lichen simplex chronicus kann auf diese Weise sicher diagnostiziert werden. Im Vorfeld sollte an mögliche Differentialdiagnosen gedacht werden, z. B. allergisches Kontaktekzem, atopisches Ekzem oder Lichen ruber planus.

## Therapie
Da es sich bei Lichen simplex chronicus um eine chronisch verlaufende Erkrankung handelt, bei der Ursachen und Auslöser unbekannt sind, ist unbedingt eine Langzeittherapie anzulegen. Außerdem erweist sich die Erkrankung als äußerst therapieresistent. Behandelt wird mit kortisonhaltigen Salben, die meist unter Okklusivverbänden eingesetzt werden. Gegen den Juckreiz können Antihistaminika eingesetzt werden. Gute Erfolge lassen sich auch mithilfe der Phototherapie oder der PUVA-Therapie erzielen. Der Patient soll darauf achten, betroffene Körperpartien nicht ständig mit Kleidung zu verdecken, denn Sonnenstrahlung und Belüftung der krankhaft veränderten Haut wirken sich vorteilhaft auf die Heilung aus. Außerdem sollte beachtet werden, keine unnötige Hautreizung zu verursachen (z. B. durch harte, kratzende Badeschwämme oder parfümiertes Duschgel). Selbst wenn ein Lichen-simplex-chronicus-Herd vollständig abgeheilt ist, ist die Wahrscheinlichkeit, dass er nach sechs bis zwölf Monaten an derselben Stelle wieder auftritt, hoch. Da der auftretende starke Juckreiz je nach Ausmaß der Erkrankung die Lebensqualität beachtlich einschränken kann, ist eine psychosomatische Mitbetreuung der Patienten ratsam.